# Доминик (надбискуп)
Доминик је био надбискуп у Бару, у периоду од 1349. до 1360. године. Најприје је био надпоп Зборне цркве Св. Петра, у Бару. Папа Клемент VI га је именовао надбискупом. Управљао је Надбискупијом у вријеме цара Душана и Стефана Уроша.